# Буйнуз (ковёр)
Ковры «Буйнуз» (азерб. "Buynuz" xalçaları) — азербайджанские ворсовые ковры, входящие в карабахскую группу карабахского типа.

## Содержание
Ковры, получившие название «Буйнуз», относятся к типу «Карабах». Они производятся в различных ковроткацких пунктах Карабаха. Основными центрами их производства были Горадиз и другие ковроткацкие пункты Физулинского района.
Проникнув во второй половине XIX века в гянджинские ковроткацкие пункты, «Буйнуз» ассимилируется с коврами местного производства, воспринимает их технологические особенности. Ковер «Буйнуз» по мере развития его производства в Гяндже начинает приобретать новые названия — «Тапанча» (азерб. tapança — 'пистолет'), «Гянджа» и др..

## Художественный анализ
Слово «буйнуз», что в переводе с азербайджанского языка на русский означает рог.
Как известно, еще в древние времена в Средней Азии и на Ближнем Востоке, в том числе и в Азербайджане, рогатых животных — барана, быка, козу и др — почитали как священных. Сначала в связи с земледелием, урожаем, затем в связи с тотемизмом, а ещё позднее — с астрономическими понятиями рог выражал различные представления и символы.
Поэтому «буйнуз», то есть рога, которые олицетворяют силу вышеназванных животных с самых древних времён и до наших дней принято считать символом мужества, храбрости и силы.
На золотой чаше IX—VIII веков до нашей эры, обнаруженной при раскопках в 1958 году на юго-западе Иранского Азербайджана на холме Хасанлу, боги, а также святой правитель Аккадов Нарамсания, живший в конце III тысячелетия до нашей эры изображались с рогами.

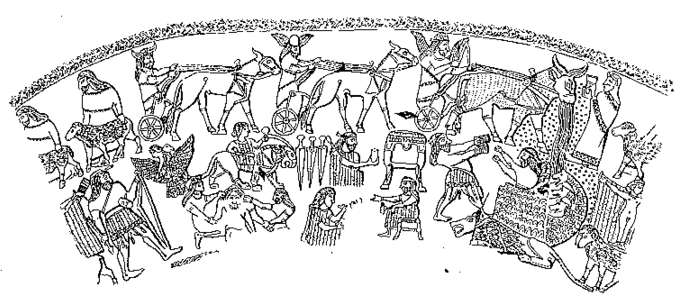
Золотая чаша из Хасанлу

Изображение рогов ещё чаще встречается у тюркских народов на коврах, войлочных изделиях, изделиях из дерева. И сейчас ещё в ряде районов Азербайджана у некоторых людей на воротах висит голова рогатого животного как признак мужества и силы.
И наконец, нужно отметить, что на памятниках искусства, изображенные в стилизованной форме или в реалистической манере рога барана или быка, были олицетворением силы и мужества, имели символический характер. Однако рога, концы которых расположены ближе один к другому, а контуры более округлые, иными словами в форме полумесяца или вернее, в виде луны в период от первого до седьмого дня ее появления (особенно рога тура), уже не олицетворяли силу и мужества, а были условным изображением Луны, которую сторонники астрокульта считали священной, божественной силой.
Изображение рога, характерное для декоративного искусства народов всего Ближнего Востока, Кавказа и, в частности, тюркских народов, встречается не только на этом ковре. В различных формах его можно увидеть и на других коврах и прочих произведениях искусства.
Совершенно не случайно, народ дал анализируемому ковру название «Буйнуз». Появление этого ковра, композицию серединного поля которого составляют полностью стилизованные изображения рогов, было связано с вышеизложенными повериями и фантастическими представлениями.
Изображение рогов в той или иной форме определявшееся религиозно-мистическими представлениями, в настоящее время утратило свое первоначальное значение и превратилось в орнаментально-декоративный элемент.
Сходные по форме элементы, составляющие украшение серединного поля ковров «Буйнуз», по художественной традиции и общепринятому правилу выстраиваются один за другим — в ряд, образуя горизонтальные ряды. Асимметричное строение этих «буйнузов» — рогов, с одной стороны, оживляет ковер, а с другой — дает возможность ткать такие ковры в любых размерах.
Детали различной формы, которые расположены вокруг этих «буйнузов» — составляющих основные элементы ковра, играют в данной композиции роль заполняющих элементов.
Цветовое разнообразие «буйнузов» не оказывает отрицательного влияния на общий гармоничный колорит ковров.

## Технические особенности
Ковры «Буйнуз» ткутся различных размеров. В ХVIII-XIX веках в Карабахе и Гяндже производились также комплекты халы-гяба композиции «Буйнуз».
Плотность узлов ковра: на каждом квадратном дециметре помещается от 30X30 до 36x36 узлов (на каждом квадратном метре — от 90 000 до 150 000 узлов).
Высота ворса узлов: 7-9 мм.
Ковры «Буйнуз» можно отнести к категории хороших ковров Карабахского типа.